# Heha
Heha (2684 m n. m.) je hora v pohoří Mitumba ve východní Africe. Leží na území republiky Burundi v provincii Bujumbura Rural. Nachází se 20 km východně od jezera Tanganika a 30 km jihovýchodně od bývalého hlavního města Bujumbura. Je to nejvyšší hora Burundi.